# Teatr Druga Strefa
Teatr Druga Strefa – teatr niepubliczny działający od 1989 w Warszawie prowadzony przez Sylwestra Biragę.

## Opis
Teatr wywodzi się z nieformalnej grupy teatralnej działającej od roku 1989. W obecnej formie działa od roku 1997 co czyni go jednym z najstarszych teatrów niepublicznych w Polsce. Założycielem i dyrektorem teatru jest Sylwester Biraga. Oprócz produkcji własnych spektakli teatr zajmuje się promowaniem debiutantów, artystów alternatywnych i niezależnych. Swoje spektakle wystawia również poza granicami kraju promując polską kulturę. Teatr organizuje lokalnie festiwal „Dni Teatru Na Mokotowie”.
Autorski spektakl Sylwestra Biragi „Fin de...” jako jedyny polski spektakl otrzymał w 2009 roku prestiżową nagrodę Coup de Coeur na Festiwalu Teatralnym w Awinionie.
Od 2006 roku siedziba teatru mieści się przy ulicy Magazynowej 14a na warszawskim Mokotowie.